# Електрошоково оръжие
Електрошоковото оръжие (разговорно „електрошок“) е несмъртоносно оръжие, което използва токов удар за обезвреждане на жертвата. Използва се от органите на реда, военните служби, и за самоотбрана. За сдобиване с електрошок не е нужно разрешително.

## Начин на действие
Електрошокът използва напрежение с висок волтаж и нисък ампераж, като диапазона е от 60 000 V до около 7 000 000 V а ампеража е от 2 до 7 mA. Токът се подава през тялото на жертвата чрез импулси, което парализира мускулите, поради факта, че в тях се образува млечна киселина. Обикновено ефектите отшумяват от 2 до 10 мин, но понякога може и за повече (зависи от физическото и здравословното състояние на човека).

## Мощност
Според мощта им те се разделят на 3 вида.
- Слаби – волтажът им е от 60 000 V до 200 000 V
- Средни – волтажът им варира между 200 000 V до 1 000 000 V
- Силни – волтаж над 1 000 000 V.

## Употреба
Употребява се за самозащита, като защитаващия се трябва да допре металните електроди до тялото на жертвата, подавайки непрекъснат импулс за около 3 сек. Областите, където електрошока не трябва да се употребява са гърдите, сърдечната област, главата и интимните части. Нежелан ефект ще се получи, ако електрошока се използва на крайниците (жертвата ще се свести много бързо).

## Имитации
Някои електрошокови устройства са замаскирани като ежедневни предмети, като например GSM - и, текст маркери, червила и т.н. Електрошоковите палки и пистолети се използват от органите на реда, и за охрана на ВИП личности.

## Допълнителни екстри
Повечето електрошокове имат допълнителни екстри, като фенерче за осветяване на нападателя, лазер, звукова аларма, а някои по-скъпи имат дори и вграден резервоар с лют спрей (oleoresin capcicum), или кучегон (устройство за прогонване на кучета).

## Зареждане
Електрошоковете с вградено зарядно устройство, или с презареждаеми батерии, се зареждат през интервал от няколко месеца, като времето за зареждане най-често е около 4 часа. Някои модели имат индикаторен диод за ниска батерия.

## Безопасност
Макар и несмъртоносни оръжия, те не трябва да се държат в близост до деца, или да се използват на хора със сърдечни проблеми и с байпаси. Всички електрошокови оръжия имат 2 или повече бутона – предпазител, такъв за допълнителните функции и стартов бутон за възпроизвеждането на искрата. Електрошока не работи, ако е на предпазител. На пазара има и електрошокове китайско производство, които могат да бъдат много опасни – могат да убият, или да причинят минимални ефекти у нападателя. Самозащитата с него е подсъдима, само ако се наруши Закона за неизбежна самоотбрана. Защита със средство за самоотбрана, срещу по-слаб или невъоръжен нападател е подсъдимо, спрямо този закон.